# ميهاي بورديانو
ميهاي كاتالين بورديانو (بالبرتغالية: Mihai Cătălin Bordeianu) هو لاعب كرة قدم روماني، ولد في 18 نوفمبر 1991 في رومانيا لعب سابقاً في نادي القادسية السعودي.

## وصلات خارجية
- ميهاي بورديانو على موقع الاتحاد الأوربي (الإنجليزية)
- ميهاي بورديانو على موقع قاعدة بيانات كرة القدم.إي يو (الإنجليزية)
- ميهاي بورديانو على موقع ناشيونال فوتبول تيمز (الإنجليزية)
- ميهاي بورديانو على موقع Soccerway.com (الإنجليزية)